# Kevin Borjas
Kevin Borjas (Perú, 6 de diciembre de 1997) es un artista marcial mixto peruano que compite en la división de peso mosca del Ultimate Fighting Championship (UFC).

## Primeros años
Borjas comenzó con las artes marciales a los 12 años con karate, y el 18 de octubre de 2015 debutó en MMA como amateur a los 18 años. Cosechando un record de 28-4.

## Carrera de artes marciales mixtas

### Carrera temprana
Su carrera como profesional en MMA comenzó el 27 de julio de 2018 en el evento DFC 10. Borjas enfrentó, y derrotó por nocaut técnico, a Eduardo Loyaga. En ese periodo, ha sido campeón mosca del INKA FC.

### Dana White's Contender Series
El 8 de agosto de 2023, Borjas enfrentó a Victor Dias por un contrato de UFC en primera semana de la temporada 7 del Dana White's Contender Series. Borjas ganó el contrato venciendo a Dias por decisión unánime.

### Ultimate Fighting Championship
Borjas hizo su debut promocional el 11 de noviembre de 2023, enfrentando a Joshua Van en UFC 295. Perdió la pelea por decisión unánime. 
Borjas enfrentó a Alessandro Costa el 4 de mayo de 2024 en UFC 301. Perdió la pelea por nocaut técnico en el segundo asalto.
Se tenía previsto que Borjas enfrentara a Edgar Chairez el 14 de septiembre de 2024 en UFC 306. Sin embargo, se retiró de la pelea por motivos desconocidos, por lo que Joshuan Van ocuparía su lugar.
Borjas se enfrentó a Ronaldo Rodríguez el 29 de marzo de 2025 en UFC on ESPN 64. Ganó la pelea por decisión unánime.

## Campeonatos y logros
- Inka Fighting Championship
  - Campeonato de Peso Mosca de INKA FC (Una vez)[4]

## Récord de artes marciales mixtas
| Récord profesional | Récord profesional | Récord profesional |
| 13 peleas          | 10 victorias       | 3 derrota          |
| ------------------ | ------------------ | ------------------ |
| Nocaut             | 8                  | 1                  |
| Sumisión           | 0                  | 1                  |
| Decisión           | 2                  | 1                  |

| Resultado | Récord | Oponente                | Método                              | Evento                                      | Fecha                    | Ronda | Tiempo | Localización      | Notas                                                |
| --------- | ------ | ----------------------- | ----------------------------------- | ------------------------------------------- | ------------------------ | ----- | ------ | ----------------- | ---------------------------------------------------- |
| Victoria  | 10–3   | Ronaldo Rodríguez       | Decisión (unánime)                  | UFC on ESPN: Moreno vs. Erceg               | 29 de marzo de 2025      | 3     | 5:00   | Ciudad de México  |                                                      |
| Derrota   | 9–3    | Alessandro Costa        | TKO (patadas en la pierna y golpes) | UFC 301                                     | 4 de mayo de 2024        | 2     | 1:35   | Rio de Janeiro    |                                                      |
| Derrota   | 9–2    | Joshua Van              | Decisión (unánime)                  | UFC 295                                     | 11 de noviembre de 2023  | 3     | 5:00   | Nueva York        |                                                      |
| Victoria  | 9–1    | Victor Dias             | Decisión (unánime)                  | Dana White's Contender Series - Temporada 7 | 8 de agosto de 2023      | 3     | 5:00   | Las Vegas, Nevada |                                                      |
| Victoria  | 8–1    | Sebastião Calixto       | TKO (retiro)                        | INKA FC 35                                  | 25 de septiembre de 2022 | 4     | 0:02   | Lima              | Ganó el campeonato vacante de Peso Mosca de INKA FC. |
| Victoria  | 7–1    | Joseph Vieira da Silva  | KO (golpes)                         | INKA FC 34                                  | 10 de julio de 2022      | 2     | 1:25   | Lima              |                                                      |
| Victoria  | 6–1    | Manuel Bugueño          | TKO (corte)                         | INKA FC 33                                  | 26 de febrero de 2020    | 1     | 2:23   | Lima              | Regresó a Peso Mosca.                                |
| Derrota   | 5–1    | Renzo Mendez            | Sumisión (rear-naked choke)         | Combate 53                                  | 20 de diciembre de 2019  | 2     | 4:14   | Lima              | Pelea de peso pactado en (139 lb).                   |
| Victoria  | 5–0    | Jorge Icomena           | KO (rodillazo)                      | INKA FC 31                                  | 19 de julio de 2019      | 1     | 0:05   | Lima              |                                                      |
| Victoria  | 4–0    | Ivan Molnar             | TKO (parada medica)                 | INKA FC 30                                  | 17 de mayo de 2019       | 1     | 2:12   | Lima              |                                                      |
| Victoria  | 3–0    | Lucas Barreira Oliveira | TKO (parada medica)                 | INKA FC 29                                  | 29 de marzo de 2019      | 1     | 2:25   | Lima              |                                                      |
| Victoria  | 2–0    | Junior Chate Ramos      | KO (rodillazo)                      | INKA FC 28                                  | 29 de agosto de 2018     | 1     | 3:23   | Lima              | Debut en Peso Gallo.                                 |
| Victoria  | 1–0    | Eduardo Loyaga          | TKO (golpes)                        | DFC 10                                      | 27 de julio de 2018      | 2     | N/A    | Trujillo          | Debut en Peso Mosca.                                 |